# هالفارد باكي
هالفارد باكي هو صحفي وسياسي نرويجي، ولد في 4 فبراير 1943 في فليسبرغ في النرويج. نشط حزبياً في حزب العمال.

## مناصب
- انتخب عضو برلمان النرويج  [لغات أخرى]‏ عن دائرة دائرة هوردالان [الإنجليزية]‏ وقد انضم خلال فترته النيابية ‏ (1 أكتوبر 1993 – 30 سبتمبر 1997) للكتلة البرلمانية حزب العمال.
- انتخب عضو برلمان النرويج  [لغات أخرى]‏ عن دائرة دائرة هوردالان [الإنجليزية]‏ وقد انضم خلال فترته النيابية ‏ (1 أكتوبر 1989 – 30 سبتمبر 1993) للكتلة البرلمانية حزب العمال.
- انتخب عضو برلمان النرويج  [لغات أخرى]‏ عن دائرة دائرة هوردالان [الإنجليزية]‏ وقد انضم خلال فترته النيابية ‏ (1 أكتوبر 1985 – 30 سبتمبر 1989) للكتلة البرلمانية حزب العمال.
- انتخب عضو برلمان النرويج  [لغات أخرى]‏ عن دائرة دائرة هوردالان [الإنجليزية]‏ وقد انضم خلال فترته النيابية ‏ (1981 – 1985) للكتلة البرلمانية حزب العمال.
- انتخب نائب عضو برلمان النرويج  [لغات أخرى]‏ عن دائرة دائرة هوردالان [الإنجليزية]‏ وقد انضم خلال فترته النيابية ‏ (1973 – 1977) للكتلة البرلمانية حزب العمال.
- انتخب نائب عضو برلمان النرويج  [لغات أخرى]‏ عن دائرة Bergen ‏ وقد انضم خلال فترته النيابية ‏ (1969 – 1973) للكتلة البرلمانية حزب العمال.
- انتخب نائب عن الجمعية البرلمانية لمجلس أوروبا  [لغات أخرى]‏ لترشحه ضمن قائمة النرويج، (27 يناير 1997 – 7 نوفمبر 1997).
- انتخب وزير التجارة والشحن [الإنجليزية]‏ (15 يناير 1976 – 8 أكتوبر 1979).
- انتخب وزير الثقافة [الإنجليزية]‏ (9 مايو 1986 – 16 أكتوبر 1989).
- انتخب عضو برلمان النرويج  [لغات أخرى]‏ عن دائرة دائرة هوردالان [الإنجليزية]‏ وقد انضم خلال فترته النيابية ‏ (1977 – 1981) للكتلة البرلمانية حزب العمال.

## وصلات خارجية
- هالفارد باكي على موقع IMDb (الإنجليزية)